# 王家坝水库
王家坝水库是中国湖北省宜昌市夷陵区境内的一座以灌溉为主，兼有防洪、发电、养殖和城镇供水等综合效益的中型水库，位于长江支流桥边河上。水库正常库容为1490万立方米，集雨面积为27.5平方千米，海拔为192.3米。工程于1974年7月动工兴建，1975年8月基本建成并蓄水。水库枢纽主要由大坝、溢洪道、灌溉发电输水低管、灌溉输水高管等主要建筑物组成。大坝为非典型土石混合坝，坝顶高程194.6米(黄海高程，下同)，大坝最大坝高46.0米，坝顶长265米。